# Lijst van watergedreven molens in Noord-Brabant
Veel Brabantse watermolens staan vermeld op een kaart uit de atlas "Theatrum Orbis Terrarum" uit 1645 van Joan Blaeu. Een aantal daarvan zijn geheel verdwenen en zijn daarom niet in onderstaande lijst opgenomen.
Watermolens in Noord-Brabant:
| Naam                   | Waterloop                    | Plaats       | Gemeente                      | Provincie     | Type molen     | Functie                                                     | Maalvaardigheid      | Bezoekmogelijkheid                           | Foto |
| ---------------------- | ---------------------------- | ------------ | ----------------------------- | ------------- | -------------- | ----------------------------------------------------------- | -------------------- | -------------------------------------------- | ---- |
| Collse Watermolen      | Kleine Dommel                | Tongelre     | Eindhoven                     | Noord-Brabant | onderslagmolen | korenmolen en oliemolen                                     | maalvaardig          |                                              |      |
| Watermolen             | Vlier                        | Deurne       | Deurne                        | Noord-Brabant | onderslagmolen |                                                             | draaivaardig         |                                              |      |
| Dommelse Watermolen    | Dommel                       | Dommelen     | Valkenswaard                  | Noord-Brabant | onderslagmolen | korenmolen, voorheen ook oliemolen                          | maalvaardig          |                                              |      |
| Geldropse watermolen   | Kleine Dommel                | Geldrop      | Geldrop-Mierlo                | Noord-Brabant | onderslagmolen |                                                             | nog niet maalvaardig |                                              |      |
| Genneper Watermolen    | Dommel                       | Gestel       | Eindhoven                     | Noord-Brabant | onderslagmolen | korenmolen                                                  | maalvaardig          |                                              |      |
| Hooydonkse watermolen  | Dommel                       | Nederwetten  | Nuenen, Gerwen en Nederwetten | Noord-Brabant | onderslagmolen | korenmolen                                                  | draaivaardig         |                                              |      |
| Kilsdonkse Molen       | Aa                           | Dinther      | Bernheze                      | Noord-Brabant | onderslagmolen | korenmolen en oliemolen                                     | maalvaardig          |                                              |      |
| D’n Olliemeulen        | Oploose Molenbeek            | Oploo        | Sint Anthonis                 | Noord-Brabant | onderslagmolen | korenmolen                                                  | maalvaardig          |                                              |      |
| Opwettense watermolen  | Kleine Dommel                | Opwetten     | Nuenen, Gerwen en Nederwetten | Noord-Brabant | onderslagmolen | voorheen korenmolen, zaagmolen, volmolen en oliemolen       | niet maalvaardig     | geen                                         |      |
| Spoordonkse Watermolen | Beerze                       | Spoordonk    | Oirschot                      | Noord-Brabant | onderslagmolen | korenmolen, voorheen ook oliemolen, horecagelegenheid       | maalvaardig          | tijdens openingsuren van het café-restaurant |      |
| Stevertse Watermolen   | voorheen de Run, thans droog | Steensel     | Eersel                        | Noord-Brabant | onderslagmolen | voorheen korenmolen                                         | niet maalvaardig     | geen                                         |      |
| Venbergse Watermolen   | Dommel                       | Valkenswaard | Valkenswaard                  | Noord-Brabant | onderslagmolen | korenmolen                                                  | maalvaardig          |                                              |      |
| Volmolen               | Dommel                       | Waalre       | Waalre                        | Noord-Brabant | onderslagmolen | voorheen volmolen, thans kleine waterkrachtcentrale, woning | maalvaardig          | op afspraak                                  |      |